# Thaumatomyia pullipes
Thaumatomyia pullipes är en tvåvingeart som först beskrevs av Daniel William Coquillett 1898.  Thaumatomyia pullipes ingår i släktet Thaumatomyia och familjen fritflugor. Inga underarter finns listade i Catalogue of Life.